# Adidas Conext 21

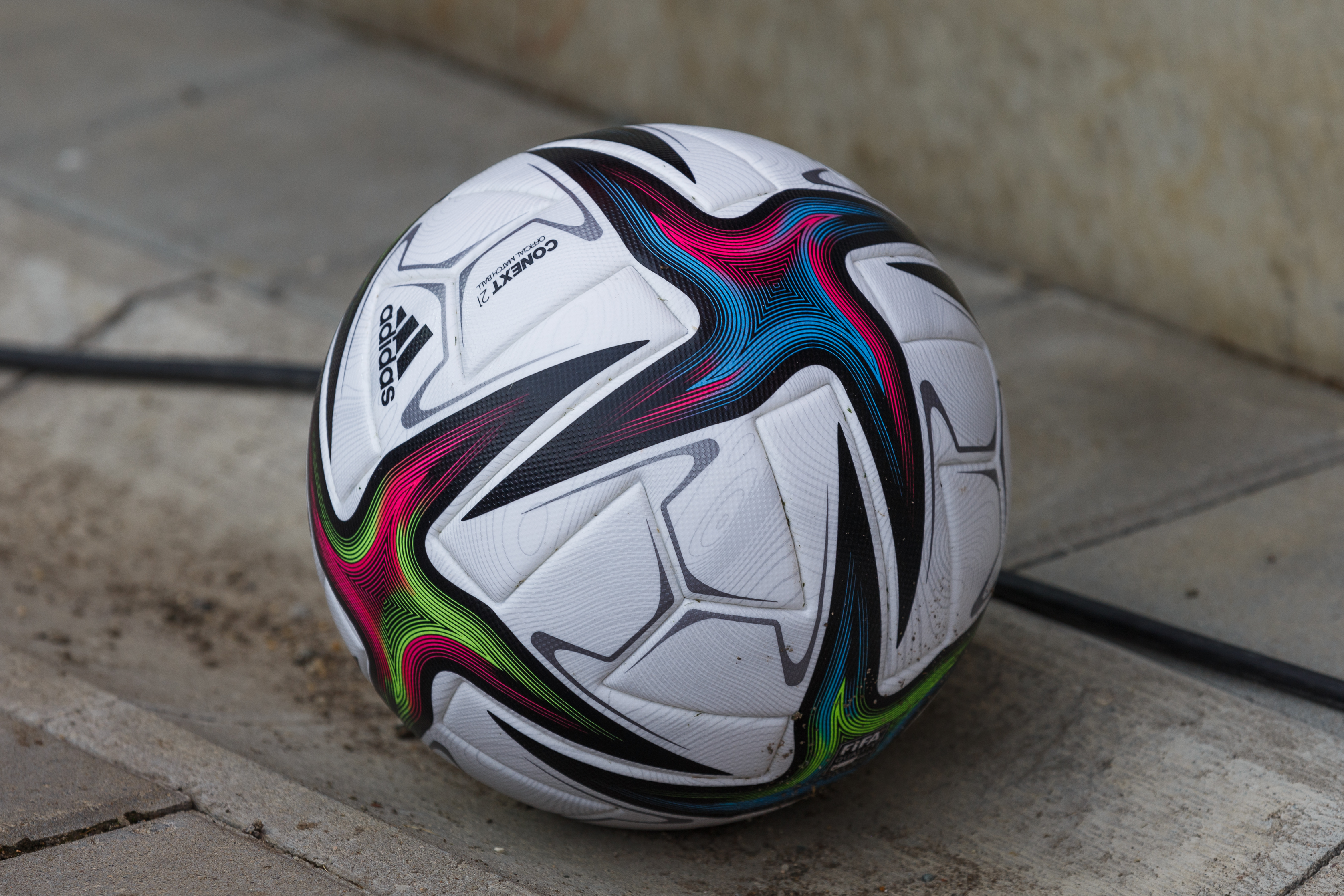
De Adidas Conext 21 (editie OS 2020)

De Conext 21 is de wedstrijdbal die gebruikt werd tijdens de Olympische Zomerspelen van 2020 en gehouden werden in Japan. 
De wedstrijdbal werd, zoals de voorgaande edities van dit toernooi, ontwikkeld door adidas. Oorspronkelijk zou de Tsubasa (een variant van de Uniforia) gebruikt gaan worden, maar dit werd teruggedraaid. Een variant van de Conext 21, de Conext 21 Pro Beach, werd gebruikt tijdens het door de FIFA georganiseerd wereldkampioenschap strandvoetbal 2021 in Rusland.